# Rantepao
Rantepao ist eine indonesische Stadt auf der Insel Sulawesi. Sie ist der Hauptort des Regierungsbezirks Nordtoraja (Toraja Utara) und das kulturelle Zentrum der Volksgruppe der Toraja. 

## Lage und Größe
Rantepao zählt 43.123 Einwohner (Berechnung 2010) und liegt im Hochland Tana Toraja, rund 300 km nordöstlich von Makassar.
Durch die Stadt fließt der Sa'dan.

## Wirtschaft und Verkehr
Rantepao ist das Handels-, Kultur- und Dienstleistungszentrum des Hochlandes Tana Toraja. Die Stadt ist mit Makassar über eine gute und bei jedem Wetter befahrbare Straße verbunden und hat sich zum Ausgangspunkt für den Besuch der Region entwickelt, nachdem sie in den 1970er Jahren für den Tourismus geöffnet wurde.
Der Flugplatz Pongtiku rund 30 km südwestlich von Rantepao, von dem dreimal wöchentlich eine Flugverbindung nach Makassar besteht, wird zurzeit ausgebaut, um zur Förderung des Fremdenverkehrs eine Direktverbindung nach Singapur zu ermöglichen. Über einen zentralen Busbahnhof verfügt Rantepao jedoch bis heute nicht – die Überlandbusse starten und enden vor den Geschäftsstellen des jeweiligen Busunternehmens.

## Infrastruktur
Rantepao verfügt als Bezirkshauptstadt über zahlreiche Behörden, Schulen und ein bedeutendes Krankenhaus. Im Stadtzentrum wurde im traditionellen Baustil der Toraja ein Veranstaltungszentrum erbaut. Am Stadtrand findet regelmäßig ein bedeutender Viehmarkt (Pasar Bolu) statt, auf dem vor allem Büffel und Schweine gehandelt werden – beide Tiere sind in der Kultur der sehr traditionsbewussten Toraja von herausragender Bedeutung. 
Da das Hochland Tana Toraja ein beliebtes Ziel auch ausländischer Reisender ist, hat sich in Rantepao eine für indonesische Verhältnisse gute touristische Infrastruktur entwickelt. Über die Stadt verteilt befinden sich mehrere Unterkunftsbetriebe für Reisende, und nicht nur in den beiden belebten Hauptgeschäftsstraßen der Stadt, der Jalan A. Mappanyuki und der Jalan Jen. A. Yani, findet man Gaststätten und zahlreiche Geschäfte jedweder Art.

## Architektur

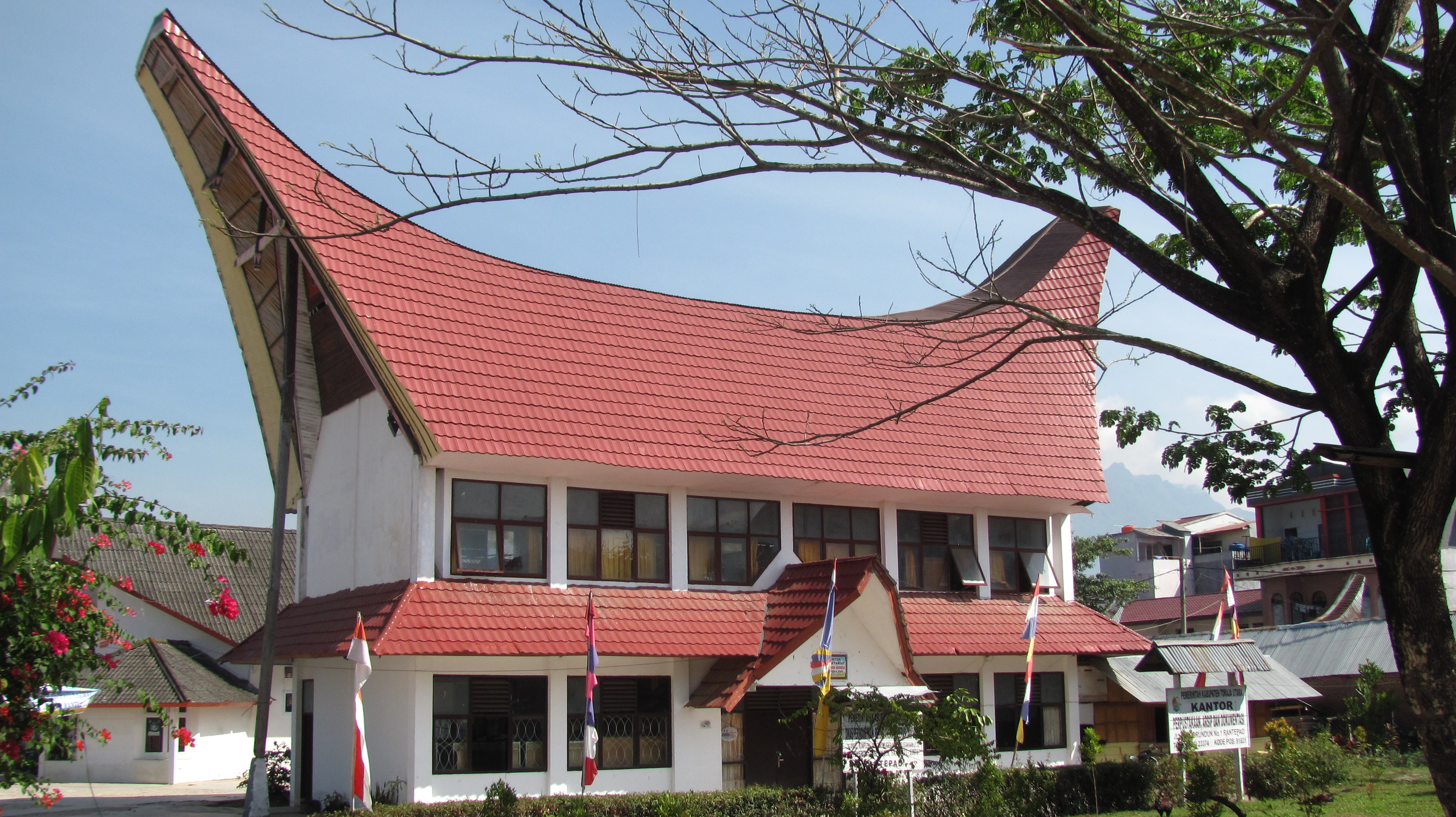
Typische Architektur der Toraja: Kreisverwaltung in Rantepao

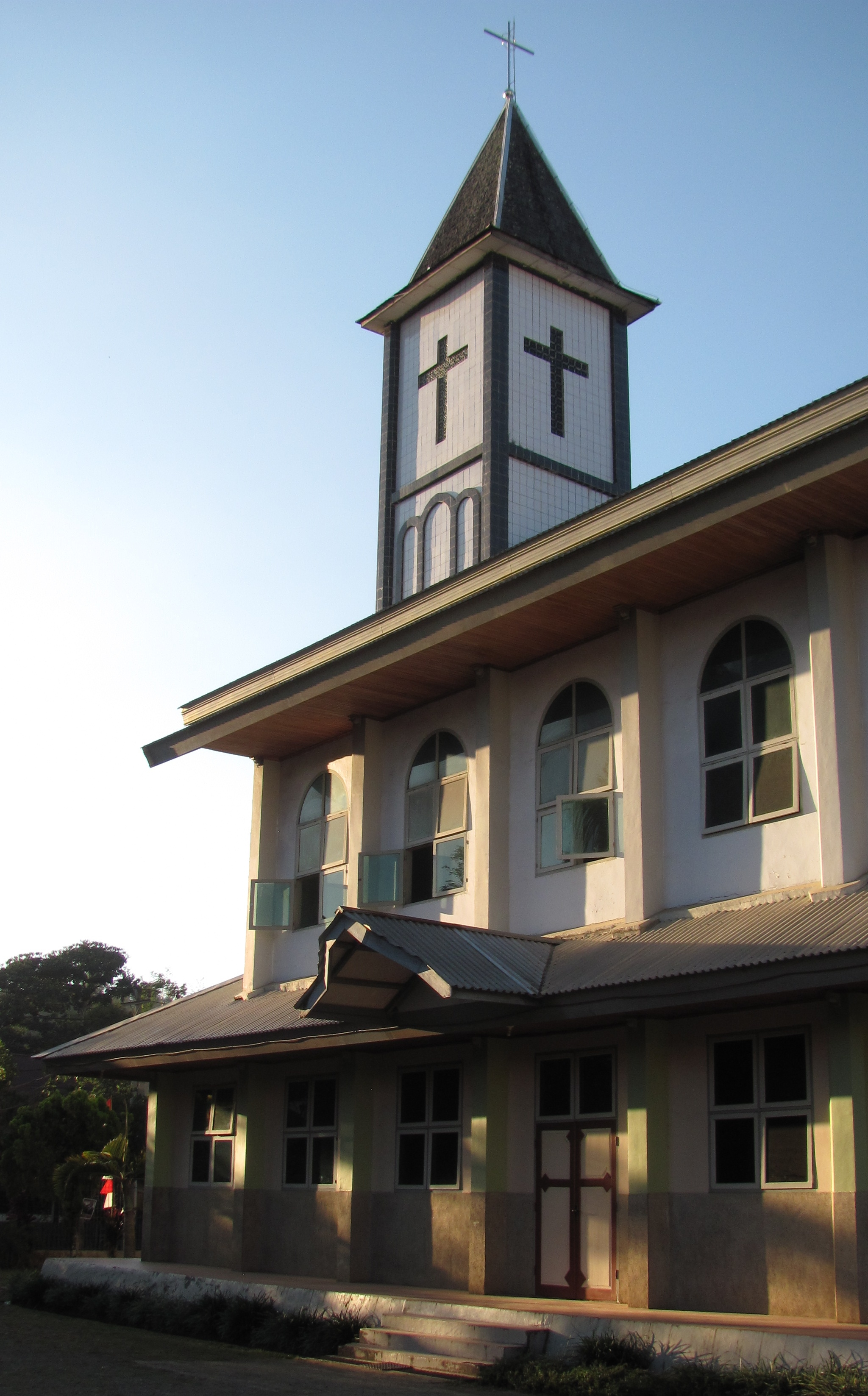
Santa-Theresia-Kirche

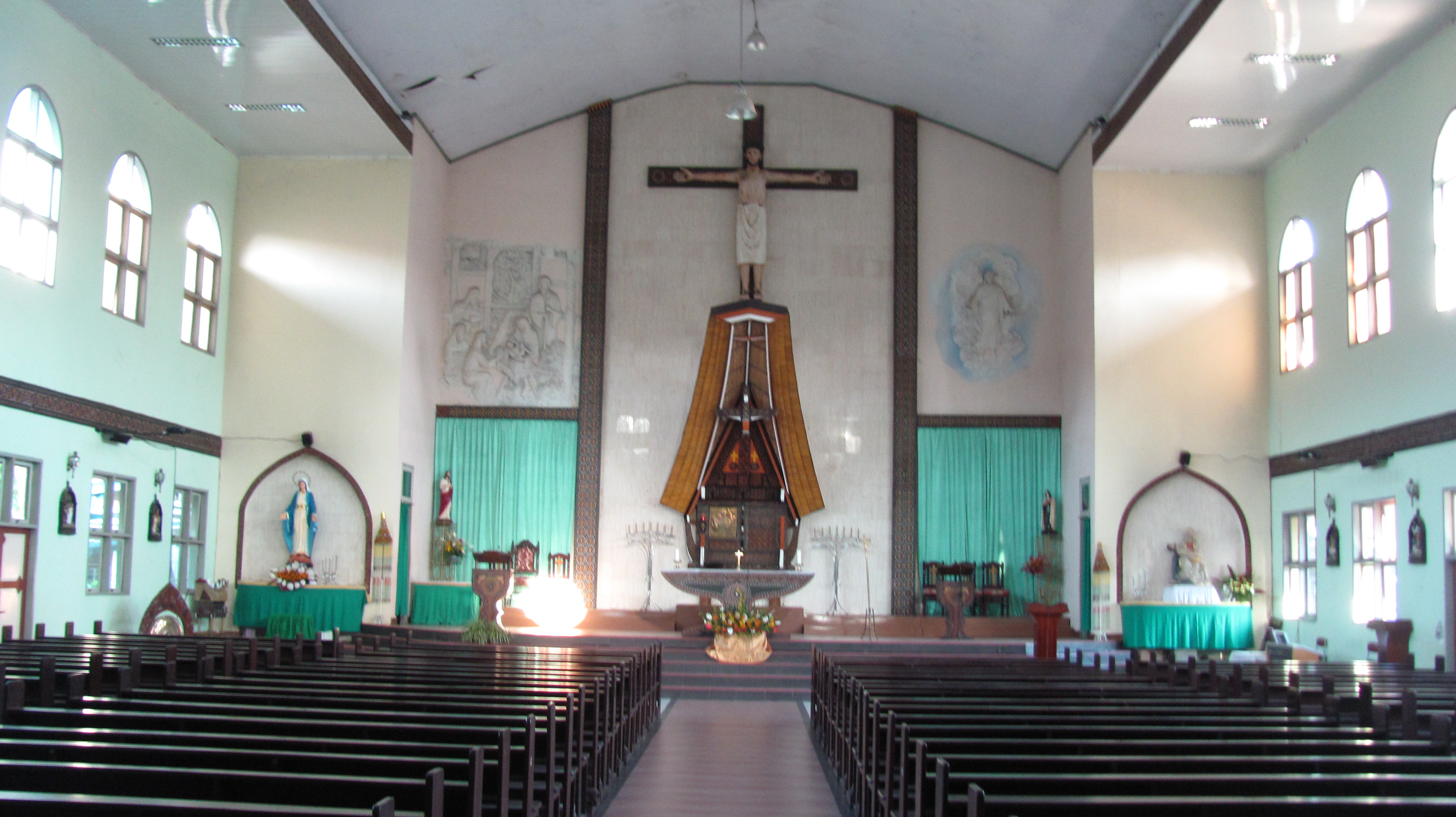
Santa-Theresia-Kirche

Die Stadt ist das kulturelle Zentrum der mehrheitlich evangelischen Toraja und daher im Gegensatz zu vergleichbaren Städten Indonesiens durch mehrere Kirchenbauten geprägt. Im Stadtzentrum wurden das Veranstaltungszentrum und mehrere Verwaltungsgebäude städtischer und kirchlicher Art im traditionellen Stil eines Tongkonan-Hauses mit einem für die Torajaarchitektur typischen geschwungenen Dach erbaut. Diese Dächer ähneln aus der Ferne Booten und erinnern an eine alte Sage, der zufolge die Vorfahren der Toraja einst über das Meer nach Sulawesi kamen und anfangs in Ermangelung angemessener Behausungen unter ihren an Land umgedrehten Booten lebten. Auch das Innere der katholischen Santa Theresia-Kirche, mit deren Bau 1989 begonnen wurde, greift auf traditionelle Stilelemente der Torajakultur auf.
Vor der bedeutendsten evangelischen Kirche wurde ein Denkmal errichtet, das an die Einführung der Bibel im Jahre 1913 erinnert. Ein weiteres markantes Denkmal mit einer Höhe von 10 m, das den Freiheitskämpfer Pong Tiku auf einem Pferd zeigt, befindet sich am zentralen Markt. Genau an dieser Stelle wurde Pong Tiku, der sich mit einer Armee aus Toraja gegen die niederländischen Kolonialherren aufgelehnt hatte, 1907 hingerichtet.

## Umgebung
In der Umgebung Rantepaos liegen zahlreiche besuchenswerte Orte, deren Sehenswürdigkeiten zum Teil mit dem ausgeprägten Beerdigungs- und Totenkult der Toraja in Zusammenhang stehen.
Im südlich von Rantepao gelegenen Dorf Ke'te Kesu, in dem fünf gut erhaltene Tongkonan-Häuser und über zehn auf Pfählen erbaute Reispeicher zu sehen sind, wird eine Höhle mit zahlreichen Gräbern viel besucht.
Das Dorf Kambira etwa 10 km südlich von Rantepao ist bekannt wegen eines alten Baumes, in dessen massivem Stamm bis vor etwa 100 Jahren Kinder, die noch keine Zähne hatten, bestattet wurden – entsprechend den religiösen Vorstellungen der Toraja glaubte man, sie würden in dem Baum weiter leben.
Londa, ein Dorf 7 km südwestlich von Rantepao, wird wegen einer Höhle in einer Felswand, wo ebenfalls Gräber und hölzerne Särge sowie menschliche Knochen in Felsnischen zu sehen sind, viel besucht. An einem weiteren Felsen führt ein Fußweg vorbei an mehreren Särgen und an Gebäuden, die an christliche Kapellen erinnern, bis in eine Höhe von etwa 60 m. Vor mehreren Gräbern wurden Figuren aus Holz aufgestellt, die von den Toraja Tao Tao genannt werden und an die Verstorbenen erinnern. Einige dieser Figuren sind fast lebensgroß und wurden von den Künstlern so gestaltet, dass sie bezüglich Gesicht, Frisur und Statur den Verstorbenen ähneln. Manchen der Figuren wurden Kleidungsstücke der Verstorbenen angezogen.
In der Nähe von Tilanga wird ein Teich im Wald häufig zum Baden aufgesucht.
Das Dorf Lemo wird wegen einer Felswand viel besucht, in der sich Grabnischen in großer Höhe mit Tao Tao-Figuren davor befinden.